# Dolores Ehlers
Dolores Ehlers (Veracruz, 17 oktober 1896 - 13 december 1983) was een Mexicaans filmregisseur, cameravrouw, documentairemaakster, filmlaboratoriumwerker, fotografe en politica. Zij en haar zus Adriana Ehlers waren samen pioniers binnen de filmwereld.

## Leven
Dolores Ehlers groeide op in de tijd van de Mexicaanse Revolutie. Op jonge leeftijd verloor ze haar vader. Haar moeder verdiende toen geld voor het gezin met een baan als verloskundige.

## Carrière
Dolores Ehlers begon nog voor haar achttiende een portretstudio aan huis met haar zus Adriana. Ze kregen steeds meer klanten en bekendheid, vanwege hun unieke stijl. Ze kregen de kans om een portret te maken van president Venustiano Carranza in Veracruz. President Carranza gaf ze hiervoor een beurs om fotografie te kunnen studeren in Boston.
Op 4 september 1916 arriveerden de zussen samen in de Verenigde Staten per schip via Ellis Island. Dolores Ehlers was toen 19 jaar oud. Ehlers begon daar samen met haar zus met werken bij Champlain Studios, waar ze zich bezighielden met commerciële fotografie. Ook gingen ze ’s avonds naar een kunstacademie voor docenten. Dolores en Adriana kregen een verlenging van hun beurs, waardoor ze Motion Picture cinematografie konden studeren. Ze gingen voor het Army Medical Museum werken in Washington D.C. De overheid had het museum geld gegeven om films te maken om Amerikaanse soldaten van WWI te leren over gezondheidsproblemen. Hier hebben de zusters Ehlers  heel veel geleerd over het maken van films, onder andere het opnemen en het ontwikkelen van beelden. Uiteindelijk hebben ze beiden hun studie kunnen voltooien aan de Universal Pictures Company in Jacksonville, New Jersey.
In 1919 keerde Ehlers met haar zus terug naar Mexico. Daar begonnen ze in Mexico-Stad met het verkopen van filmapparatuur van de Nicholas Power Company. Dit deden ze opnieuw aan huis. Ze noemden het ‘Casa Ehlers’. Hier in Mexico hebben ze in korte tijd op alle vlakken van de filmindustrie gewerkt.  Ehlers kreeg uiteindelijk een baan bij de regering als hoofd van de afdeling Cinematografie bij de nieuwe regering met Adolfo de la Huerta als hoofd, nadat Carranza de macht verloren had.  Haar zus werd hoofd van de afdeling Censuur met als taak films te censureren en tegen te houden die Mexico een slechte naam gaven of die een negatief stereotyperend beeld bevatten van Mexicanen. Dit gebeurde in die tijd veel in Amerikaanse films. Dolores en haar zus maakten ook om die reden ook meerdere documentaire films om het mooie van Mexico te laten zien. Zo filmden ze feesten en parades en de landschappen van Mexico, zoals de grotten van Cacahuamilpa. Maandenlang waren ze hiermee bezig en trokken ze door heel Mexico met hun camera apparatuur. Ze ontwikkelden de films in het lab van de afdeling van Cinematografie van de regering. De films werden afgespeeld bij onder andere scholen en organisaties.
Nadat Carranza vermoord werd en Álvaro Obregón president werd verloren beide zussen hun banen. Ze waren door Carranza beschermd en die bescherming viel weg na zijn dood.
Ehlers en haar zus bleven films maken. Eén film, die ze maakten voor een internationaal aardoliebedrijf, is nog in de Verenigde Staten vertoond.
In de periode van 1922 tot 1929 brachten ze met hun eigen productiebedrijf elke week onder de naam 'Revistas Ehlers' films uit met beelden van actuele gebeurtenissen of activiteiten zoals natuurrampen, protesten of feesten. Deze beelden verkochten ze dan rechtstreeks door aan exposanten. Ook bleven ze apparatuur verkopen met hun bedrijf 'Casa Ehlers'.
De films van de Ehlers zussen lagen eerst opgeslagen bij de Mexicaanse overheid. Daarna zijn ze verplaatst naar de Nationale archieven en daarna naar de Nationale Filmbibliotheek. De beelden zijn daar  in 1982 verloren gegaan bij een brand.

## Kritiek
Dolores Ehlers en haar zus ontvingen veel kritiek over het feit dat ze vrouwen waren die werkten in een vakgebied die bijna geheel bestond uit mannen. Zij waren onafhankelijke, zelfvoorzienende vrouwen en ook droegen ze al broeken in een tijd dat dat nog allesbehalve normaal was.

## Filmografie
- El agua potable en la ciudad de México (1920)
- La industria del petróleo (1920)
- Un paseo en tranvía en la ciudad de México (1920)
- Real España vs. Real Madrid (1921)
- Servicio postal en la ciudad de México (1921)
- Museo de Arqueología (1921)
- Las pirámides de Teotihuacán (1921)